# Serenade (BZN-album)
Serenade is een in 1994 in Nederland en Zuid-Afrika uitgebracht album op cd en cassette van BZN. Het werd -zoals gewoonlijk is bij BZN- dik platina.
Dit album stond 27 weken in de Nederlandse albumhitlijst, met als hoogste notering twee weken op positie 4. Op deze cd staan onder andere de top 10-hit Banjo man. Serenade werd buiten Nederland ook in Zuid-Afrika uitgebracht.

## Tracklist
1. The Banjo man (live) [J. Veerman/J. Keizer/J. Tuijp]
2. Viva el amor [D. Plat/J. Veerman/J. Keizer/J. Tuijp]
3. Tango [J. Veerman/J. Keizer/J. Tuijp]
4. The story of the elfen creatures [J. Veerman/J. Keizer/J. Tuijp]
5. Acropolis [J. Veerman/J. Keizer/J. Tuijp]
6. In memory of Billy Joe (live) [J. Veerman/J. Keizer/J. Tuijp]
7. You and me [J. Veerman/J. Keizer/J. Tuijp]
8. Dream dream [J. Veerman/J. Keizer/J. Tuijp]
9. Love in my heart [J. Veerman/J. Keizer/J. Tuijp]
10. Never let me down [D. Plat/J. Veerman/J. Keizer/J. Tuijp]
11. That old carrousel [J. Veerman/J. Keizer/J. Tuijp]
12. Countless days [J. Veerman/J. Keizer/J. Tuijp]